# Jannick Liburd
Jannick Liburd Jørgensen (* 26. September 2001 in Houston, Texas, Vereinigte Staaten) ist ein dänischer Fußballspieler. Er ist Nationalspieler der Amerikanischen Jungferninseln.

## Karriere
Jannick Liburd hatte bei Haderslev FK in Haderslev gespielt, bevor er als U17-Spieler zu SønderjyskE wechselte. Im Dezember 2020 unterzeichnete er einen Profivertrag mit einer Laufzeit bis Sommer 2022, die später um ein weiteres Jahr verlängert wurde. Im Jahre 2020 kam er in zwei Spielen der Superliga und in einem Pokalspiel zum Einsatz.